# Sport Clube Rio Tinto
O Sport Clube Rio Tinto é um clube português, localizado na cidade e freguesia de Rio Tinto, Município de Gondomar, Distrito do Porto. O clube foi fundado em 1 de Julho de 1923 e o seu actual presidente é Jorge Madureira. A equipa realiza os seus jogos em casa no Estádio Cidade de Rio Tinto.

## Historial do Clube
Em Julho de 1923, um grupo de Riotintenses, entre os quais, Serafim Pinto Morgado, João de Sousa Nogueira, Custódio Campos Moura, António Lopes Júnior e António José de Almeida (Finguilo), meteram mãos-á-obra na criação de um clube desportivo na freguesia, que veio a denominar-se por Sport Clube de Rio Tinto, com a data oficial de 1 de Julho de 1923.
Pormenor desconhecido da maioria dos adeptos, é que o primeiro equipamento era constituído por camisola branca com lista vermelha em diagonal e punhos vermelhos, tendo posteriormente sido modificada para a cor laranja, por terem recebido equipamentos oferecidos por uma fábrica de malhas.
Na fundação do Clube, o entusiasmo atingiu todos os lugares da freguesia, com destaque porém, para os lugares de Venda Nova e da Estação. Contudo, pouco tempo durou esse conjunto de esforços, pois em certa altura, por desavenças entre jogadores, dum e de outro lugar, deu-se uma cisão, o que veio dar lugar à criação de um outro Clube na freguesia: o Clube Atlético de Rio Tinto. Esta separação ocorreu em 17 de Outubro de 1926.
A partir daqui, os jogos entre os dois rivais, constituíam no distrito caso de certa relevância desportiva. Nesses dias, logo de manhã, entre as 3ªs Categorias às 10:00h, as 2ªs Categorias às 13:00h, e as 1ªs às 15:00h, a rivalidade ia ao exagero de cenas de autêntico “pugilato”, que começava de manhã, terminando só a altas horas da noite. Foi pela primeira vez em 1927, que as duas colectividades se defrontaram oficialmente com um empate a 2 golos.
Dessa época, foram famosos neste Clube Desportivo, os populares jogadores, Abel Cardoso, Artur Padeiro, Carvoeiro, Ropimpa e Rosalino Proveira.
Por altura do estalar da II Guerra Mundial, esta colectividade, por dificuldades diversas e por desinteresse, viu-se forçada a suspender a sua actividade, até que em 1945 surgiu um novo grupo de entusiastas, entre os quais se destacaram, Arnaldo Neves, António F. Moura, Almiro Cruz e Armando F. Tavares, que pensou reorganizar o Clube, continuando a sua actividade com o mesmo equipamento cor de laranja, (embora vulgarmente desviado para amarelo) e com as instalações desportivas no mesmo local, no lugar da Ferraria. A data oficial desta reorganização é de 5 de Setembro de 1945.
Na sua história consta um pesado resultado, pior de sempre, frente ao Clube Atlético de Rio Tinto, em casa na data 14 de Abril de 1979, por 3-13, tento o antigo jogador da equipa visitante Rui Silva, marcado 7 golos naquela que foi a melhor exibição da sua carreira. Após esse jogo, houve muita controvérsia, porque o jogador Diogo Pinto do Sport de Rio Tinto foi acusado de falhar golos de propósito pela comitiva técnica então dirigida por Pedro Santos.

## Plantel Seniores 2017/2018
Actualizado:  em 16 de Novembro de 2017.

## Equipa Técnica
| Nacionalidade | Nome             | Posição                |
| ------------- | ---------------- | ---------------------- |
| Português     | Pedro Ferreira   | Treinador              |
| Brasil        | Leo              | Fisioterapeuta         |
| Português     | Serafim Ascenção | Depart. Futebol Sénior |
| Português     | Bruno Teixeira   | Depart. Futebol Sénior |

## Palmarés
- Campeão da promoção na época de 1931/32
- Campeão da III Divisão Regional em 1974/75
- Campeão Distrital da Divisão de Honra da Associação de Futebol do Porto 88/89

## Historial
| Época       | Divisão                                      | Pos. | J  | V  | E  | D  | G      | Pts | Notas |
| ----------- | -------------------------------------------- | ---- | -- | -- | -- | -- | ------ | --- | ----- |
| 1932 - 1933 | II Divisão - Série C da AF Porto , AF Porto  | ??   | ?? | ?? | ?? | 0  | ??     | ??  |       |
| 1933 - 1934 | II Divisão - Série E da AF Porto , AF Porto  | ??   | ?? | ?? | ?? | 0  | ??     | ??  |       |
| 1934 - 1935 | II Divisão - Série E da AF Porto , AF Porto  | ??   | ?? | ?? | ?? | 0  | ??     | ??  |       |
| 1935 - 1936 | II Divisão - Série H da AF Porto , AF Porto  | ??   | ?? | ?? | ?? | 0  | ??     | ??  |       |
| 1936 - 1937 | II Divisão - Série H da AF Porto , AF Porto  | ??   | ?? | ?? | ?? | 0  | ??     | ??  |       |
| 1937 - 1938 | II Divisão - Série A da AF Porto , AF Porto  | ??   | ?? | ?? | ?? | 0  | ??     | ??  |       |
| 1945 - 1946 | III Divisão da AF Porto , AF Porto           | ??   | ?? | ?? | ?? | 0  | ??     | ??  |       |
| 1946 - 1947 | III Divisão - Série A da AF Porto , AF Porto | ??   | ?? | ?? | ?? | 0  | ??     | ??  |       |
| 1947 - 1948 | III Divisão - Série A da AF Porto , AF Porto | ??   | ?? | ?? | ?? | 0  | ??     | ??  |       |
| 1948 - 1949 | II Divisão da AF Porto , AF Porto            | 1°   | ?? | ?? | ?? | 0  | ??     | ??  |       |
| 1949 - 1950 | II Divisão da AF Porto , AF Porto            | 1°   | ?? | ?? | ?? | 0  | ??     | ??  |       |
| 1950 - 1951 | II Divisão da AF Porto , AF Porto            | 1°   | ?? | ?? | ?? | 0  | ??     | ??  |       |
| 1951 - 1952 | II Divisão da AF Porto , AF Porto            | 1°   | ?? | ?? | ?? | 0  | ??     | ??  |       |
| 1952 - 1953 | II Divisão da AF Porto , AF Porto            | 1°   | ?? | ?? | ?? | 0  | ??     | ??  |       |
| 1953 - 1954 | II Divisão da AF Porto , AF Porto            | 1°   | ?? | ?? | ?? | 0  | ??     | ??  |       |
| 1954 - 1955 | II Divisão da AF Porto , AF Porto            | ??   | ?? | ?? | ?? | 0  | ??     | ??  |       |
| 1955 - 1956 | II Divisão - Série B da AF Porto , AF Porto  | ??   | ?? | ?? | ?? | 0  | ??     | ??  |       |
| 1956 - 1957 | II Divisão - Série B da AF Porto , AF Porto  | ??   | ?? | ?? | ?? | 0  | ??     | ??  |       |
| 1957 - 1958 | II Divisão - Série B da AF Porto , AF Porto  | ??   | ?? | ?? | ?? | 0  | ??     | ??  |       |
| 1958 - 1959 | II Divisão - Série B da AF Porto , AF Porto  | ??   | ?? | ?? | ?? | 0  | ??     | ??  |       |
| 1959 - 1960 | II Divisão - Série B da AF Porto , AF Porto  | ??   | ?? | ?? | ?? | 0  | ??     | ??  |       |
| 1960 - 1961 | II Divisão - Série B da AF Porto , AF Porto  | ??   | ?? | ?? | ?? | 0  | ??     | ??  |       |
| 1964 - 1965 | II Divisão - Série A da AF Porto , AF Porto  | ??   | ?? | ?? | ?? | 0  | ??     | ??  |       |
| 1966 - 1967 | II Divisão - Série B da AF Porto , AF Porto  | 1°   | ?? | ?? | ?? | 0  | ??     | ??  |       |
| 1968 - 1969 | III Divisão - Série D da AF Porto , AF Porto | 1°   | ?? | ?? | ?? | 0  | ??     | ??  |       |
| 1969 - 1970 | II Divisão - Série B da AF Porto , AF Porto  | 1°   | ?? | ?? | ?? | 0  | ??     | ??  |       |
| 1970 - 1971 | II Divisão - Série B da AF Porto , AF Porto  | 1°   | ?? | ?? | ?? | 0  | ??     | ??  |       |
| 1971 - 1972 | III Divisão - Série A da AF Porto , AF Porto | 1°   | ?? | ?? | ?? | 0  | ??     | ??  |       |
| 1972 - 1973 | III Divisão - Série C da AF Porto , AF Porto | ??   | ?? | ?? | ?? | 0  | ??     | ??  |       |
| 1973 - 1974 | III Divisão - Série B da AF Porto , AF Porto | ??   | ?? | ?? | ?? | 0  | ??     | ??  |       |
| 1974 - 1975 | III Divisão - Série B da AF Porto , AF Porto | 1°   | ?? | ?? | ?? | 0  | ??     | ??  |       |
| 1975 - 1976 | II Divisão - Série B da AF Porto , AF Porto  | ??   | ?? | ?? | ?? | 0  | ??     | ??  |       |
| 1976 - 1977 | I Divisão da AF Porto , AF Porto             | ??   | ?? | ?? | ?? | 0  | ??     | ??  |       |
| 1977 - 1978 | I Divisão da AF Porto , AF Porto             | ??   | ?? | ?? | ?? | 0  | ??     | ??  |       |
| 1978 - 1979 | I Divisão da AF Porto , AF Porto             | ??   | ?? | ?? | ?? | 0  | ??     | ??  |       |
| 1979 - 1980 | I Divisão da AF Porto , AF Porto             | ??   | ?? | ?? | ?? | 0  | ??     | ??  |       |
| 1980 - 1981 | I Divisão da AF Porto , AF Porto             | ??   | ?? | ?? | ?? | 0  | ??     | ??  |       |
| 1981 - 1982 | I Divisão da AF Porto , AF Porto             | ??   | ?? | ?? | ?? | 0  | ??     | ??  |       |
| 1982 - 1983 | I Divisão da AF Porto , AF Porto             | ??   | ?? | ?? | ?? | 0  | ??     | ??  |       |
| 1986 - 1987 | I Divisão da AF Porto , AF Porto             | ??   | ?? | ?? | ?? | 0  | ??     | ??  |       |
| 1987 - 1988 | I Divisão - Série B da AF Porto , AF Porto   | ??   | ?? | ?? | ?? | 0  | ??     | ??  |       |
| 1988 - 1989 | I Divisão da AF Porto ++ , AF Porto          | 1°   | ?? | ?? | ?? | 0  | ??     | ??  |       |
| 1989 - 1990 | III Divisão - Série B , AF Porto             | 14°  | ?? | ?? | ?? | 0  | ??     | ??  |       |
| 1990 - 1991 | III Divisão - Série B , AF Porto             | 9°   | 34 | ?? | ?? | 0  | ??     | ??  |       |
| 1991 - 1992 | III Divisão - Série B , AF Porto             | 12°  | 34 | ?? | ?? | 0  | ??     | ??  |       |
| 1992 - 1993 | III Divisão - Série B , AF Porto             | 12°  | 33 | 8  | 12 | 13 | 37     | 35  |       |
| 1993 - 1994 | III Divisão - Série B , AF Porto             | 11°  | 34 | 12 | 9  | 3  | 34     | 38  |       |
| 1994 - 1995 | III Divisão - Série B , AF Porto             | 14°  | 34 | 11 | 10 | 13 | 29     | 36  |       |
| 1995 - 1996 | III Divisão - Série B , AF Porto             | 15°  | 34 | 8  | 14 | 12 | 34     | 37  |       |
| 1996 - 1997 | I Divisão da AF Porto , AF Porto             | 2°   | 34 | ?? | ?? | 0  | ??     | ??  |       |
| 1997 - 1998 | III Divisão - Série B , AF Porto             | 5°   | 34 | ?? | ?? | 0  | ??     | ??  |       |
| 1998 - 1999 | III Divisão - Série B , AF Porto             | 7°   | ?? | ?? | ?? | 0  | ??     | ??  |       |
| 1999 - 2000 | III Divisão - Série B , AF Porto             | 11°  | ?? | ?? | ?? | 0  | ??     | ??  |       |
| 2000 - 2001 | III Divisão - Série B , AF Porto             | 12°  | ?? | ?? | ?? | 0  | ??     | ??  |       |
| 2001 - 2002 | III Divisão - Série B , AF Porto             | 7°   | ?? | ?? | ?? | 0  | ??     | ??  |       |
| 2002 - 2003 | III Divisão - Série B , AF Porto             | 12°  | ?? | ?? | ?? | 0  | ??     | ??  |       |
| 2003 - 2004 | III Divisão - Série B , AF Porto             | 4°   | ?? | ?? | ?? | 0  | ??     | ??  |       |
| 2004 - 2005 | III Divisão - Série B , AF Porto             | 9°   | ?? | ?? | ?? | 0  | ??     | ??  |       |
| 2005 - 2006 | III Divisão - Série B , AF Porto             | 14°  | ?? | ?? | ?? | 0  | ??     | ??  |       |
| 2006 - 2007 | Divisão de Honra da AF Porto , AF Porto      | 14°  | 34 | 11 | 9  | 14 | 47-58  | 42  |       |
| 2007 - 2008 | Divisão de Honra da AF Porto , AF Porto      | 13°  | 34 | 12 | 7  | 15 | 58-51  | 43  |       |
| 2008 - 2009 | Divisão de Honra da AF Porto , AF Porto      | 8°   | 38 | 16 | 11 | 11 | 49-43  | 59  |       |
| 2009 - 2010 | Divisão de Honra da AF Porto , AF Porto      | 13°  | 34 | 9  | 10 | 15 | 30-47  | 37  |       |
| 2010 - 2011 | Divisão de Honra da AF Porto , AF Porto      | 13°  | 34 | 9  | 12 | 13 | 42-49  | 39  |       |
| 2011 - 2012 | Divisão de Honra da AF Porto , AF Porto      | 8°   | 34 | 12 | 9  | 13 | 36-43  | 45  |       |
| 2012 - 2013 | Divisão de Honra da AF Porto , AF Porto      | 4º   | 34 | 14 | 9  | 11 | 43- 40 | 51  |       |
| 2013 - 2014 | AF Porto Divisão de Elite, AF Porto          | 13º  | 37 | 12 | 9  | 16 | 45-53  | 45  |       |
| 2014 - 2015 | AF Porto Divisão de Elite, AF Porto          | 3º   | 38 | 20 | 8  | 10 | 55-38  | 68  |       |
| 2015 - 2016 | AF Porto Divisão de Elite, AF Porto          | 5º   | 38 | 15 | 14 | 9  | 47-36  | 59  |       |
| 2016 - 2017 | AF Porto Divisão de Elite, AF Porto          | 2º   | 26 | 15 | 3  | 8  | 30-26  | 48  |       |

Chave: J = Nº de jogos disputados; V = Vitória; E = Empate; D = Derrota; G = Golos; Pts = Pontos